# Katarína Hasprová
Katarína Hasprová (* 10. září 1972 Bratislava) je slovenská zpěvačka a herečka.

## Život
Narodila se v rodině režiséra Pavla Haspra a herečky Soni Valentové. V roce 1995 vystudovala muzikálové herectví na Divadelní fakultě Janáčkovy akademii múzických umění (JAMU) v Brně. Již během studia ve třídě Radka Balaše účinkovala v muzikálu A. L. Webbera a T. Rice Josef a jeho zázračný farebný plášť (Josef a jeho úžasný pestrobarevný plášť) v divadle Nová scéna v Bratislavě. Pod režijním vedením Josefa Bednárika ztvárnila hlavní ženskou roli (Vypravěčku).
Po absolvování JAMU odešla do Prahy, kde získala dvojroli kněžny Adriany a Sandry v muzikálu Dracula. V Brně účinkovala v klasickém muzikálu West Side Story v roli Anity. V Praze ztvárnila hlavní ženskou roli Sheillu v rockovém muzikálu Vlasy.
V roce 1997 zvítězila na mezinárodním festivalu populární písně Bratislavská lyra, a tehdy začala její sólová pěvecká kariéra. Kromě Zlaté lyry získala s písní Jána Lehotského a Kamila Peteraje Jedno sbohem také cenu novinářů. Na základě vítězství na Bratislavské lyře reprezentovala Slovensko v roce 1998 na soutěži Eurovize v Birminghamu s písní Modlitba. V roce 1999 vyšlo její první sólové album pod názvem Katarína Hasprová.
Současně účinkovala v muzikálech: Král David (hlavní role královny Betsabé), Pomáda (role Rizzo), Cikáni jdou do nebe (hlavní role cikánky Rady), též ve slavné Bernsteinově Mši na Pražském hradě. Mezi její další role lze zařadit titulní roli v muzikálu Kleopatra Michala Davida, Alžbetu Báthory ve slovenském muzikálu Báthoryčka. V muzikálu Malované na skle vytvořila postavu Smrti.
V roce 2002 vydala druhé sólové album s názvem Chvíli se mnou leť. Další její vydaná alba: Priznám sa a Cigánske piesne.
Při udělování českých cen Thálie za rok 2017 získala cenu Thálie za postavu paní Danversové v muzikálu Rebecca, který měl premiéru 9. března 2017 v ostravském Národním divadle Moravskoslezském.